# Rávdojávri (sjö i Utsjoki, Lappland, Finland, lat 69,68 long 27,21)
Ravdojavri och Vađaid Rávdojávri, eller Raudujävrik är sjöar i Finland. De ligger i kommunen Utsjoki i landskapet Lappland, i den norra delen av landet, 1 100 km norr om huvudstaden Helsingfors. Ravdojavri ligger 275,8 meter över havet. Arean är 56,8 hektar och strandlinjen är 5,92 kilometer lång. Sjön  ingår i Tana älvs huvudavrinningsområde.   Omgivningarna runt Ravdojavri är i huvudsak ett öppet busklandskap. Den sträcker sig 1,2 kilometer i nord-sydlig riktning, och 1,3 kilometer i öst-västlig riktning.